# Coleophora serpylletorum
Coleophora serpylletorum é uma espécie de mariposa do gênero Coleophora pertencente à família Coleophoridae.